# Фоконберг, Джон (рыцарь)
Сэр Джон Фоконберг (англ. Sir John Fauconberg; умер 20 июля 1405) — английский аристократ, единственный сын Уолтера Фоконберга, 5-го барона Фоконберга, и его первой жены Констанции де Фелтон. Должен был унаследовать отцовский титул и обширные владения в Йоркшире, а также поместья в Нортумберленде, Нортгемптоншире, Бедфордшире, Линкольншире, Саффолке и Кенте. Однако в 1405 году сэр Джон примкнул к восстанию Перси. Пока его отец вместе с Ричардом Скрупом, архиепископом Йоркским, и Томасом Моубреем, 4-м графом Норфолком, формировали армию недалеко от Йорка, Джон начал собирать людей в Кливленде. Узнав о приближении армии, верной королю, его войско разбежалось. Фоконберга вскоре схватили, приговорили к смерти за измену и обезглавили.
Сэр Джон был женат на Джоан Коньерс, дочери сэра Роберта Коньерса, но детей не оставил. Его ранняя гибель сделала неизбежным угасание основной ветви Фоконбергов. После смерти 5-го барона в 1407 году титул и владения унаследовала его дочь от второго брака Джоан.